# Osztermann Márta
Osztermann Márta (1938–) magyar ejtőernyős sportoló.

## Sporteredmények
1958 novemberében a Magyar Honvédelmi Sportszövetség női ejtőernyősei csoportos, világcsúcsjavító kísérletet hajtottak végre a budaörsi repülőtéren. A csapat további tagjai, Sörös Erika, Nagy Éva, Rajcsányi Mária és Papp Katalin közvetlenül a cél körül értek földet. Közel négy méterrel döntötték meg a világcsúcsot. Tizenegy méter nyolcvanhét centiméteres átlagukkal túlszárnyalták az érvényes férfi csúcsot is.

### Világbajnokság
- A IV. Ejtőernyős Világbajnokságot 1958. augusztus 3. - augusztus 10. között Csehszlovákia Pozsonyban rendezte. A magyar női válogatott további tagjai : Sörös Erika, Rajcsányi Mária voltak. 
  - a női csapat a 6-ik helyen végzett,

### Magyar bajnokság
- A VI. Magyar Ejtőernyős Nemzeti Bajnokság megrendezésére 1959. július 25. - augusztus 8. között került sor Budaörsön?
  - 1000 méteres célba ugrás ezüstérmese,
  - 1500 méteres kombinált ugrás ezüstérmese,
  - egyéni összetett verseny ezüstérmese,
- A IX. Ejtőernyős Nemzeti Bajnokságot 1962. szeptember 9. és szeptember 19. között tartották Hajdúszoboszlón. 
  - 1000 méteres célba ugrás ezüstérmese,
  - 1500 méteres kombinált ugrásban bronzérmes. A versenyen 4 ugrást kellett végrehajtani, az elért 2 ugrás átlaga : 1,9 méter, amely új országos rekord volt.
  - 2000 méteres stílus ugrás  országos bajnoka
  - egyéni összetett verseny ezüstérmese,